# Can Pau (Olivella)
Can Pau és una masia d'Olivella inclosa a l'Inventari del Patrimoni Arquitectònic de Catalunya, situada al costat de la carretera d'Olivella a prop del nucli.

## Descripció
La masia de Can Pau és un conjunt format per diverses dependències organitzades al voltant d'una construcció central de llenguatge neoclàssic i estructura simètrica. Aquest edifici principal és de planta rectangular i consta de planta baixa i pis. La coberta és a dues vessants.
La porta principal està formada per un arc de mig punt adovellat de pedra. A ambdós costats hi ha finestres allindanades. Al primer pis hi ha tres balcons rectangulars. Les altres edificacions secundàries estaven dedicades a la masoveria i quadres.
El conjunt està envoltat per un mur d'una alçada aproximada de tres metres.

## Història
A l'edat mitjana era conegut com a Can Cabot. Can Pau presenta la tipologia característica de les construccions rurals desenvolupades de manera orgànica al llarg del temps, en funció de les diverses necessitats d'ús.
Sembla que l'edifici principal és del segle xix, tot i que l'origen de la masia és anterior, segurament del segle xiii. Inicialment era coneguda com a mas Cabot i més tard va ser mas Messeguer. Cap al segle xv va ser adquirida per la família Olivella. Ha estat habilitada per oferir serveis de turisme rural.